# Siarkowiec (Tarnobrzeg)
Siarkowiec – jedno z administracyjnych osiedli Tarnobrzega, utworzone na mocy uchwały Rady Miasta z 1991 r. Zajmuje obszar środkowo-wschodni miasta. Jest czwartym najludniejszym osiedlem Tarnobrzega (po Serbinowie, Wielopolu i Przywiślu). W skład osiedla wchodzą następujące ulice: Broniewskiego, Chopina, Konopnickiej, Sienkiewicza od skrzyżowania z ulicą Sikorskiego do przejazdu kolejowo-drogowego – prawa strona numery parzyste, Słoneczna, Kopernika, Dworcowa, 11 Listopada i Świętej Barbary.

## Nazwa
Nazwa, podobnie jak inne nazwy osiedli w Tarnobrzegu (Serbinów, Przywiśle, Piastów), nie ma uzasadnienia historycznego; nawiązuje do kopalń i zakładów przetwórstwa siarki. Bloki mieszkalne w większości budowane były pod potrzeby ludności pracującej w tych zakładach.

## Historia i współczesność
Początki współczesnego budownictwa wielkopłytowego na tych terenach to lata 80. XX wieku. Lokalizacja osiedla przybliżała Tarnobrzeg do stacji kolejowej oddalonej o kilka kilometrów od Starego Miasta. Budową bloków zajmowała się Spółdzielnia Mieszkaniowa „Siarkowiec” (podczas gdy większość innych mieszkań w mieście budowała Tarnobrzeska Spółdzielnia Mieszkaniowa). W 1982 r. wybudowano szkołę podstawową (obecnie gimnazjum). W 1988 r. przeniesiono tu z Serbinowa drewniany kościół. W 1989 r. erygowano rzymskokatolicką parafię św. Barbary i rozpoczęto budowę murowanego kościoła. W latach 2000. wybudowano osiedle Wystawa, które spina Siarkowiec z Serbinowem.
Ważniejsze instytucje na terenie osiedla:
- Parafia rzymskokatolicka pw. Św. Barbary, której proboszczem jest ks. Dziekan Stanisław Bar,
- Zespół Szkół im. Ks. Stanisława Staszica (tzw. „Górnik”),
- Zespół Szkół Ponadgimnazjalnych nr 3 im. Gen. Władysława Sikorskiego (tzw. „Budowlanka”),
- Zespół Szkół Ponadgimnazjalnych nr 1 im. kard. Stefana Wyszyńskiego,
- Zespół Szkół Specjalnych,
- Przedszkole nr 15,
- Filia nr 2 Miejskiej Biblioteki Publicznej w Tarnobrzegu,
- Rodzinne Ogrody Działkowe „Siarkopol”.

Na terenie osiedla Siarkowiec głównym administratorem zasobów mieszkaniowych jest Spółdzielnia Mieszkaniowa „Siarkowiec” posiadająca w swoich zasobach ponad 1200 mieszkań, Tarnobrzeska Spółdzielnia Mieszkaniowa posiadająca 900 mieszkań oraz Towarzystwo Budownictwa Społecznego posiadające sześć bloków.